# Contea di Rock (Wisconsin)
La contea di Rock (in inglese, Rock County) è una contea dello Stato del Wisconsin, negli Stati Uniti. La popolazione al censimento del 2000 era di 152 307 abitanti. Il capoluogo di contea è Janesville.